# دنیاگیری کووید-۱۹ در بلغارستان
دنیاگیری کووید-۱۹ در بلغارستان بخشی از دنیاگیری بیماری کروناویروس ۲۰۱۹ در جهان است. اولین مورد تأیید شده در بلغارستان در ۸ مارس ۲۰۲۰ در شهر پلون اعلام شد.